# Sarutobi (manga)
Sarutobi (おれは猿飛だ!, Ore wa Sarutobi da!) is een historische shonen manga van Osamu Tezuka. Hij werd oorspronkelijk uitgegeven in het Manga-o tijdschrift van Akita Shoten van januari 1960 tot februari 1961. Voor het hoofdpersonage Sarutobi vond Tezuka zijn inspiratie bij de fictieve ninja Sarutobi Sasuke, een literair personage uit de 19de eeuw.
Sarutobi werd in 2009 vertaald naar het Frans door Cornélius. Deze vertaling won in 2010 een Patrimoniumprijs op het Internationaal stripfestival van Angoulême.

## Verhaal
In het jaar 1590 is Japan in de ban van een burgeroorlog. Het platteland vreest voor de terreur van de samoerai. Sarutobi is een boerenzoon en wil ninja worden. Hij haalt echter te veel grappen uit naar de zin van zijn leermeester. Als straf worden hem zijn ninjakrachten ontnomen in de hoop dat Sarutobi de zinloosheid van geweld leert inzien. Zonder zijn krachten komt Sarutobi in penibele situaties terecht.